# Iglesia de la Anunciación (Villamalea)
La iglesia de Nuestra Señora de la Asunción de Villamalea, es un templo católico ubicado en la calle Ancha, 1, de la citada población de la Manchuela albaceteña, es Bien de interés cultural, con código RI-51-0007372, desde el 22 de diciembre de 1992.
Pertenece a la Diócesis de Albacete en concreto al arciprestazgo de La Manchuela.

## Descripción histórico-artística
Este templo del siglo XVII es de construcción barroca, con su característica nave única de cabecera semicircular, cubierta por una bóveda de cañón con lunetas y fajones. En los laterales de la nave se sitúan las capillas, cubiertas por bóvedas sobre pechinas. También hay un coro alto a los pies. Del exterior destaca la sólida torre del siglo XVIII y una portada lateral abierta en un arco de medio punto enmarcado por pilastras y con entablamento de pirámides.